# Guang junpu
Guang junpu (chinesisch 廣菌譜 / 广菌谱 – „Erweitertes Pilz-Handbuch“) ist ein Handbuch von Pan Zhiheng (潘之恒) aus der Ming-Zeit. Das 1500 erschienene Werk behandelt über zehn Pilzarten. Neben den Pilzen werden auch die Blaualge Nostoc commune (dì’ěr, 地耳 – „wörtl. Bodenohr“) und die Nabelflechte Umbilicaria esculenta (shí’ěr, 石耳 – „wörtl. Steinohr, Felsohr“; japanisch iwatake) darin behandelt. Es ist in der Büchersammlung Shuofu xu (說郛讀 / 说郛续, „Fortsetzung der Buchreihe ‚Shuofu‘“) enthalten und stellt eine wichtige Quelle zur Geschichte der chinesischen Ess- und Trinkkultur dar. 
Der Titel des Werkes knüpft an das 1245 erschienene Handbuch von Chen Renyu (陳仁玉 / 陈仁玉) aus der südlichen Song-Zeit (1127–1279) mit dem Titel Junpu („Pilz-Handbuch“) an, das elf Arten von Speisepilzen, ihre Wachstumsperiode, Erntezeit, Form, Farbe und ihren Geschmack relativ ausführlich erläutert. 